# پی‌دی‌ام‌اس

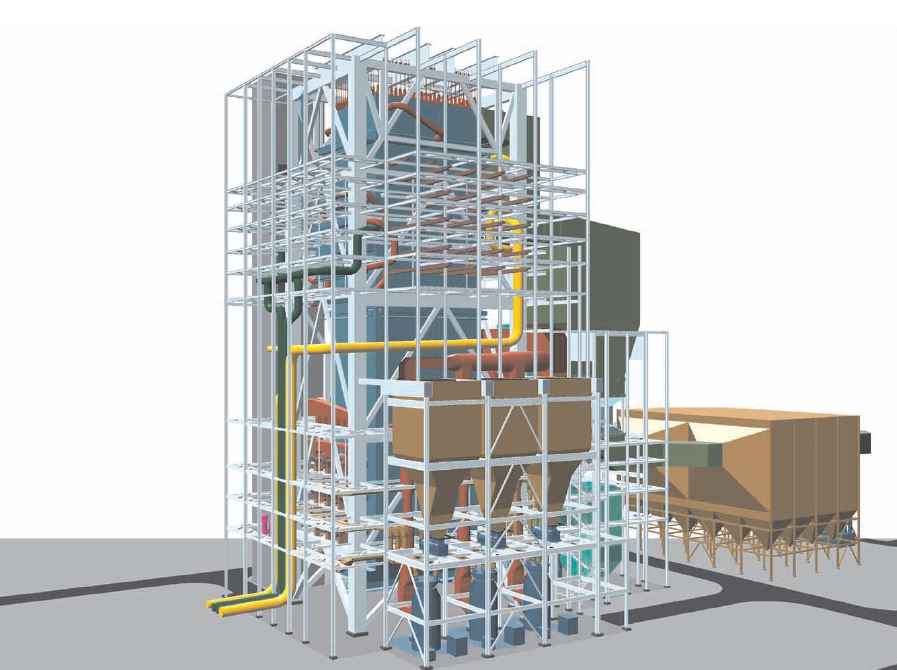
تصویر یک پلنت در نرم‌افزار PDMS

پی‌دی‌ام‌اس (به انگلیسی: PDMS: Plant Design Management System) یک نرم‌افزار طراحی به کمک رایانه برای طراحی سه بعدی است که بیشتر در شرکت‌های مهندسی برای طراحی و مدلسازی رایانه‌ای یک مجموعه صنعتی (بالاخص در صنایع نفت، گاز، پتروشیمی و نیروگاه) استفاده می‌شود.
این نرم‌افزار محصول شرکت AVEVA می‌باشد.
از رقبای اصلی PDMS در بازار می‌توان به SmartPlant ,AutoPLANT ,MPDS4 ،PDS و CADWorx اشاره کرد.
قابلیت مهم این نرم‌افزار امکان طراحی هم‌زمان بخش‌های مهندسی در آن است. به عنوان مثال بخش ساختمان طراحی خود را انجام می‌دهد و بخش تأسیسات لوله‌کشی و برق و … هم همین‌طور. سپس با روی هم انداختن این طراحی‌ها نقاط برخورد و اشکال احتمالی قبل از اجرای واقعی مشخص می‌شود.
امروزه حتی برای مدلسازی موتورخانه ساختمان نیز از این نرم‌افزار استفاده می‌شود.